# جوانا كيرش
جوانا كيرش (بالألمانية: Johanna Kirsch)‏ هي فنانة ألمانية، ولدت في 1856 في كيمنتس في ألمانيا، وتوفيت في 1907 في ميونخ في ألمانيا.